# ジュリア・バターズ
ジュリア・バターズ（Julia Butters, 2009年4月15日 - ）は、アメリカ合衆国の子役である。2016年からABCのシットコム『American Housewife』へ出演していることで知られる他、2019年にクエンティン・タランティーノ監督の映画『ワンス・アポン・ア・タイム・イン・ハリウッド』でのトルディ・フレイザー役が批評家に賞賛された。

## 生い立ち
カリフォルニア州ロサンゼルスで生まれる。父のダリンはディズニーのアニメーターである。

## キャリア
2歳の頃にコマーシャルへの出演でキャリアが始まる。初めての台詞のある役柄は『クリミナル・マインド FBI行動分析課』のエピソード「天使の失踪」（第9シーズン第16話）のギャビーであった。2016年に彼女はAmazonプライムのシリーズ『トランスペアレント』に計8話出演する。その翌年からはABCのシットコム『American Housewife』にアンナ＝カット・オットー役での出演が始まった。
『American Housewife』への出演により彼女はクエンティン・タランティーノの目にとまり、彼の監督・脚本映画『ワンス・アポン・ア・タイム・イン・ハリウッド』（2019年）で早熟な子役のトルディ・フレイザー役を務めた。

## フィルモグラフィ

### 映画
| 年   | 日本語題 原題                                                              | 役名                   | 備考       |
| ---- | -------------------------------------------------------------------------- | ---------------------- | ---------- |
| 2015 | The Rusted                                                                 | パイパー               | 短編映画   |
| 2016 | 13時間 ベンガジの秘密の兵士 13 Hours: The Secret Soldiers of Benghazi      | ビヴァリー・シルヴァ   |            |
| 2016 | デッド・オア・ラン Term Life                                               | ケイト (7歳)           |            |
| 2016 | ファミリー・マン ある父の決断 A Family Man                                 | ローレン・ジェンセン   |            |
| 2016 | Pals                                                                       | ジュリア               | テレビ映画 |
| 2019 | ワンス・アポン・ア・タイム・イン・ハリウッド Once Upon a Time in Hollywood | トルディ・フレイザー   | [ 11 ]     |
| 2022 | グレイマン The Gray Man                                                    | クレア・フィッツロイ   | [ 12 ]     |
| 2022 | フェイブルマンズ The Fabelmans                                             | レジー・フェイブルマン |            |
| 2025 | シャッフル・フライデー Freaky Friday                                       | ハーパー・コールマン   |            |

### テレビシリーズ
| 年        | 日本語題 原題                                     | 役名                     | 備考                            |
| --------- | ------------------------------------------------- | ------------------------ | ------------------------------- |
| 2014      | クリミナル・マインド FBI行動分析課 Criminal Minds | ギャビー・ホッファー     | 第9シーズン第16話「天使の失踪」 |
| 2015-2016 | いつだってベストフレンド Best Friends Whenever    | 5歳のシド                | 計2話出演                       |
| 2015-2016 | トランスペアレント Transparent                    | エラ                     | 計8話出演                       |
| 2016      | プリティ・シュート! The Kicks                     | アシュリー               | 第5話「グラウンドは誰のもの?」  |
| 2016-2021 | American Housewife                                | アンナ＝カット・オットー | メインキャスト                  |